# Donbass (film)
Pour plus de détails, voir Fiche technique et Distribution.
Donbass (Донбас) est un film ukrainien réalisé par Sergei Loznitsa, sorti en 2018.
Il fait l'ouverture de la section Un certain regard au Festival de Cannes 2018.
Le film raconte la dure vie dans le Donbass, avec la guerre entre séparatistes russes et l’armée ukrainienne, en treize histoires, dont sept directement inspirées de véritables vidéos postées sur Youtube.

## Synopsis
Le film explore en plusieurs séquences la guerre hybride dans le Donbass entre l'Ukraine et la république populaire autoproclamée de Donetsk, soutenue par la Russie.

## Fiche technique
- Titre original : Донбас
- Titre français : Donbass
- Réalisation et scénario : Sergei Loznitsa
- Photographie : Oleg Mutu
- Montage : Danielius Kokanauskis
- Décors : Kirill Shuvalov
- Costumes : Dorota Roqueplo
- Production : Heino Deckert
- Pays de production :  Ukraine
- Langues originales : ukrainien, russe et anglais
- Format : couleurs - 35 mm - 2,35:1
- Genre : drame
- Durée : 110 minutes
- Dates de sortie :
  - France : 9 mai 2018 (Festival de Cannes 2018), 26 septembre 2018 (sortie nationale)

## Distribution
- Valeriu Andriutã : habitant du Donbass
- Evgueni Tchistcakov : habitant du Donbass
- Georgiy Deliev : habitant du Donbass
- Vadim Doubovski : habitant du Donbass
- Konstantin Itounine : habitant du Donbass
- Boris Kamorzine : Mikhalych, habitant du Donbass
- Serguei Kolessov : habitant du Donbass
- Svetlana Kolessova : Angela, habitante du Donbass
- Thorsten Merten : Michael Walter, le journaliste allemand
- Irina Plesniaïeva : habitante du Donbass
- Serguei Rousskine : Tchapaï, habitant du Donbass
- Alexander Zamuraev : habitant du Donbass
- Lioudmila Smorodina : femme en bleu
- Natalia Bouzko : femme en rouge
- Evgeni Tchepourniak : Kovalenko, médecin
- Tamara Iatsenko : figurante
- Nina Antonova : vieille femme
- Olessia Jourakivska : femme avec le seau

## Production
- Budget : 2,5 millions d'euros[3]

- Lieux de tournages : Kryvy Rih, dans l'Est de l'Ukraine, à 300 km de Donetsk, ville de l'intrigue du film[4]

## Accueil

### Accueil critique
Lors de sa sortie en France, le site Allociné propose une moyenne des critiques de presse de 3,4/5.
Samuel Douhaire de Télérama évoque « un mélange de tragique et de grotesque ». Pour Jean-Baptiste Morain des Inrocks, « "Donbass" est un film militant, politique, vengeur. Mais avec une forme cinématographique très maîtrisée. ».

## Distinction
- Festival de Cannes 2018 : Prix de la mise en scène dans la section Un certain regard.
- Festival international du film d'Inde en 2018 : prix du paon d'or.